# Северен регион (Гана)
Вижте пояснителната страница за други значения на Северен регион.
Северният регион (на английски: Northern Region) е един от регионите на Гана. На изток граничи с Того, а на запад с Кот д'Ивоар. Площта на региона е 70 384 квадратни километра, която го прави най-големият регион в Гана, и има население 2 993 889 души (по изчисления от септември 2018 г.). Столицата на региона е град Тамале, разположен на около 500 километра северно от столицата на Гана Акра. Северният регион е разделен на 18 общини.